# Sincer
Sincer è un singolo del rapper italiano Yung Snapp, pubblicato il 5 maggio 2023 come secondo estratto dal primo album in studio Hotel Montana.

## Descrizione
Il brano presenta la collaborazione dei rapper italiani Lele Blade e Icy Subzero.

## Tracce
Testi di Antonio Lago e Alessandro Arena e Matteo D'Alessio, musiche di Antonio Lago e Lorenzo Di Domenicantonio.
1. Sincer (feat. Lele Blade, Icy Subzero) – 3:42